# Rajd Trzech Miast 1967
Rajd 3 Miast München-Wien-Budapest 1967 (5. Int. 3-Städte Rallye München-Wien-Budapest 1967) – 5. edycja rajdu samochodowego Rajd München-Wien-Budapest rozgrywanego w RFN. Rozgrywany był od 5 do 8  października 1967 roku. Była to szesnasta runda Rajdowych Mistrzostw Europy w roku 1967.

## Klasyfikacja rajdu
| Miejsce                      | Kierowca                     | Pilot                        | Samochód                     | Czas                         | Strata                       |                              |
| Klasyfikacja generalna i ERC | Klasyfikacja generalna i ERC | Klasyfikacja generalna i ERC | Klasyfikacja generalna i ERC | Klasyfikacja generalna i ERC | Klasyfikacja generalna i ERC | Klasyfikacja generalna i ERC |
| ---------------------------- | ---------------------------- | ---------------------------- | ---------------------------- | ---------------------------- | ---------------------------- | ---------------------------- |
| 1.                           | Jean-François Piot           | Jean Brenaud                 | Alpine-Renault A110 1600     | 1:13:28.3                    | 0.0                          |                              |
| 2.                           | Bengt Söderström             | Gunnar Palm                  | Ford Cortina Lotus           | 1:14:41.3                    | +1:13.0                      |                              |
| 3.                           | Klaus Reisch                 | Hartmut Schwab               | MG B                         | 1:16:11.3                    | +2:43.0                      |                              |
| 4.                           | Lasse Jönsson                | Lasse Ericsson               | Saab 96 V4                   | 1:17:06.0                    | +3:37.7                      |                              |
| 5.                           | Walter Roser                 | Peter Jakl                   | Renault 8 Gordini            | 1:18:08.8                    | +4:40.5                      |                              |
| 6.                           | Klaus Reichel                | Peter Pohl                   | BMW 2000 Ti                  | 1:18:40.8                    | +5:12.5                      |                              |
| 7.                           | Detlef Mühleck               | Jens Löwenhardt              | Porsche 911 S                | 1:18:59.4                    | +5:31.1                      |                              |
| 8.                           | Gernot Fischer               | D. Queissner                 | Volkswagen Käfer 1302        | 1:19:12.1                    | +5:43.8                      |                              |
| 9.                           | Helmut Klomfar               | Georg Hopf                   | Porsche 911 S                | 1:19:57.4                    | +6:29.1                      |                              |
| 10.                          | Egon Wittig                  | Gerhard Gottlieb             | Alfa Romeo GTA               | 1:20:18.8                    | +6:50.5                      |                              |